# Storchenhaus (Blankenburg)

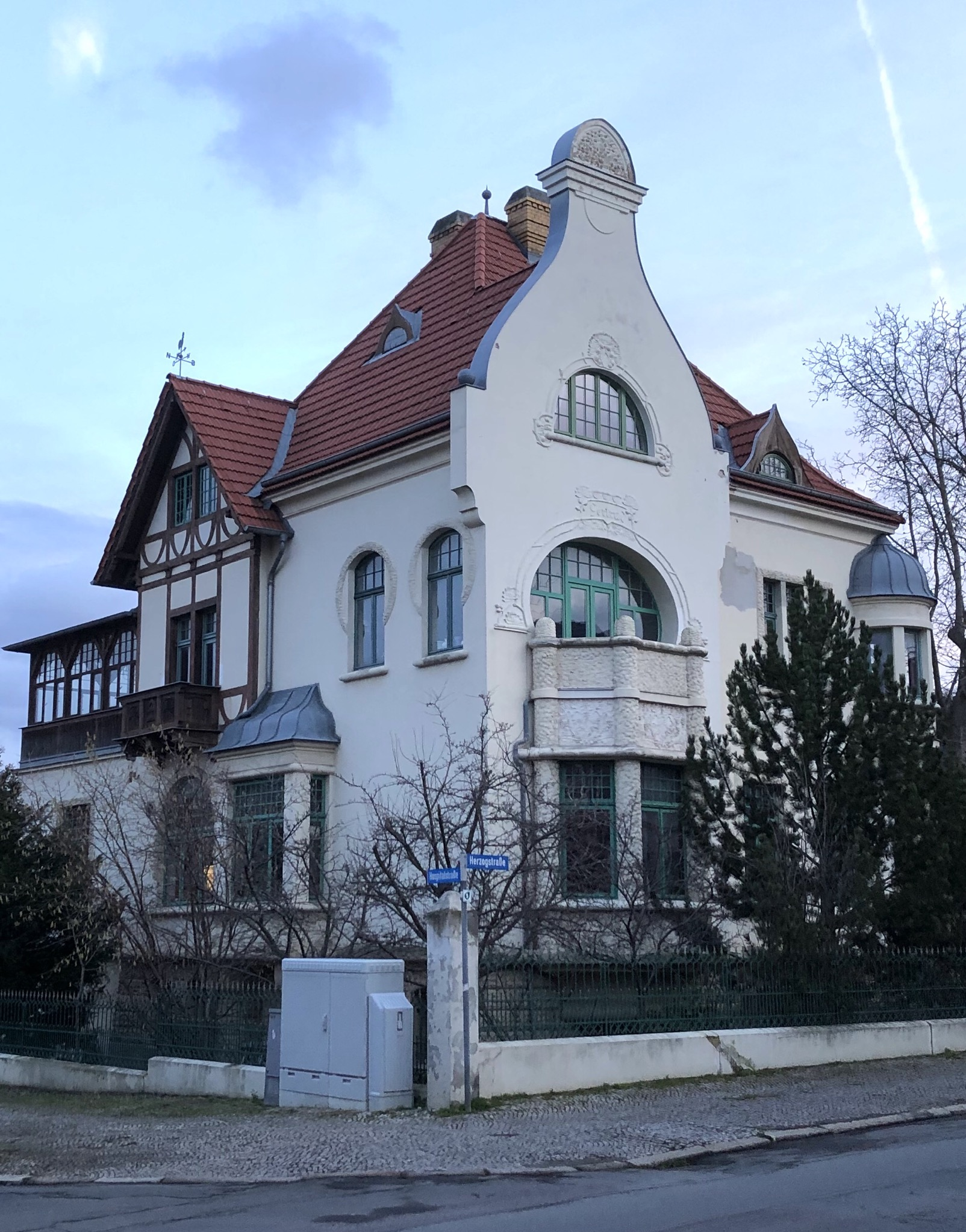
Storchenhaus, 2020

Das Storchenhaus ist eine denkmalgeschützte Villa in der Stadt Blankenburg (Harz) in Sachsen-Anhalt.

## Lage
Sie befindet sich nördlich der Blankenburger Altstadt auf der Ostseite der Herzogstraße, südlich der Einmündung der Hospitalstraße an der Adresse Herzogstraße 16a. Nördlich liegt der Georgenhof.

## Architektur und Geschichte

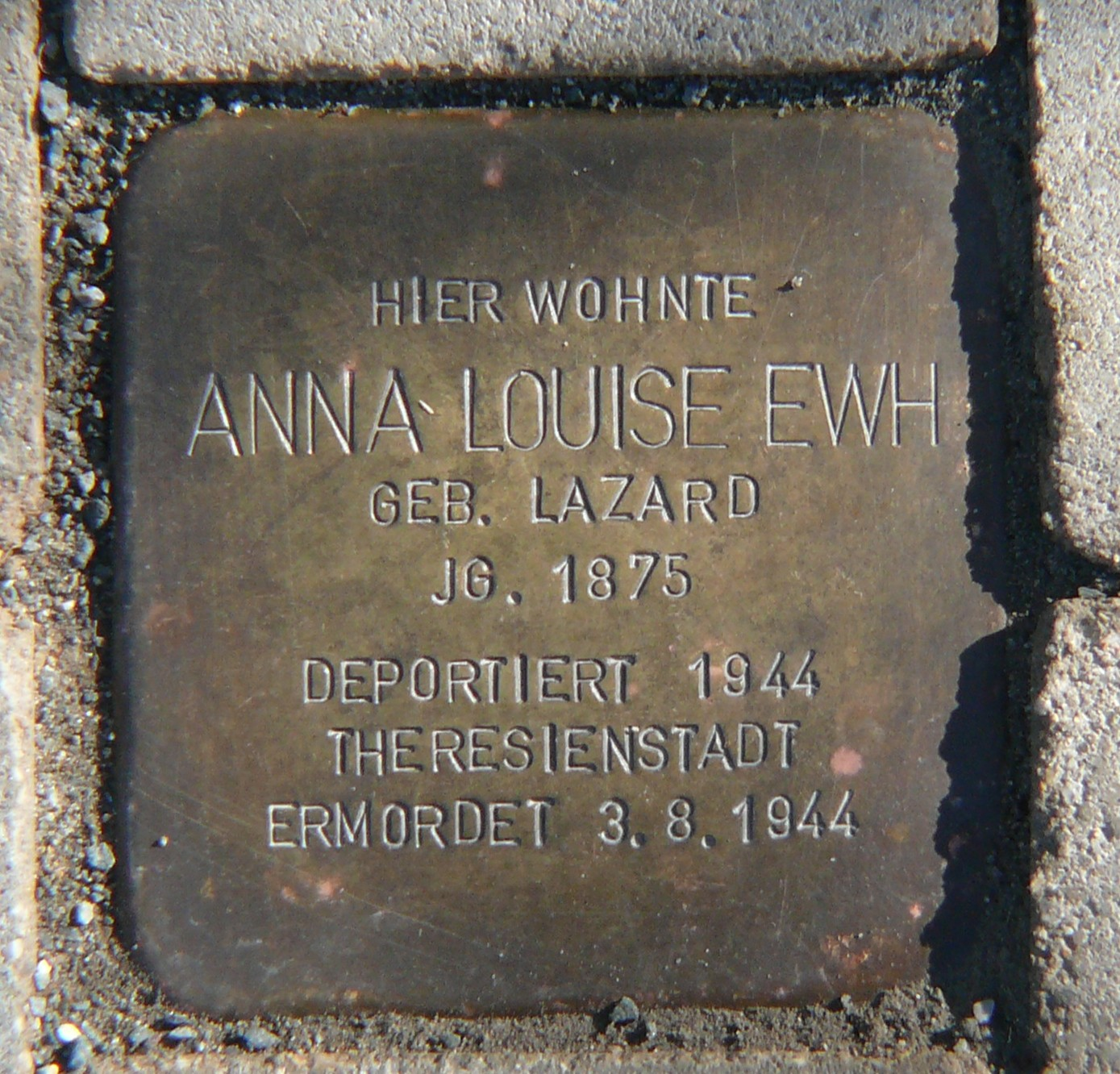
Stolperstein für Anna Louise Ewh

Die Villa wurde um 1905 erbaut, sie ist repräsentativ gestaltet und üppig mit Jugendstil-Reliefdekor verziert. 1907 erwarb der Arzt Hans Ewh das Gebäude und übernahm auch eine hier bereits vom Voreigentümer eingerichtete Arztpraxis. Der Name der Villa geht auf eine auf dem Dach des Hauses befestigte Figur eines Storchs zurück, die auf den Einsatz der in der Villa praktizierenden Ärzte in der Geburtshilfe verweisen soll. Ewh wurde später Hofarzt von Herzog Ernst August und starb 1919. Seine Frau war jüdischer Abstammung, sie und eine gemeinsame Tochter kamen 1944 im KZ Theresienstadt ums Leben. Am 8. Dezember 2019 wurde für Anna Louise Ewh ein Stolperstein vor dem Haus verlegt.
In der Liste der Kulturdenkmale in Blankenburg (Harz) ist die Villa unter der Erfassungsnummer 094 01820 als Baudenkmal verzeichnet.